# Заводський (зупинний пункт, Донецька залізниця)
Заводський (до 2017 року — Завод ім. Леніна) — пасажирський зупинний пункт Лиманської дирекції Донецької залізниці.

## Історія
Розташований у центрі Краматорська Донецької області, у промисловій зоні поблизу Новокраматорського машинобудівного заводу. Платформа розташована на лінії Слов'янськ — Горлівка між станціями Краматорськ (3 км) та Шпичкине (1 км).
На платформі зупиняються приміські поїзди.